# Kanelgärdsmyg
Kanelgärdsmyg (Cantorchilus modestus) är en fågel i familjen gärdsmygar inom ordningen tättingar.

## Utseende och läte
Kanelgärdsmygen är en liten gärdsmyg med vitt ögonbrynsstreck, fylligt beigefärgade flanker och färgglatt roströd stjärt med svarta tvärband. Sången är relativt kort med gladlynta fraser som upprepas några gånger i snabb följd.

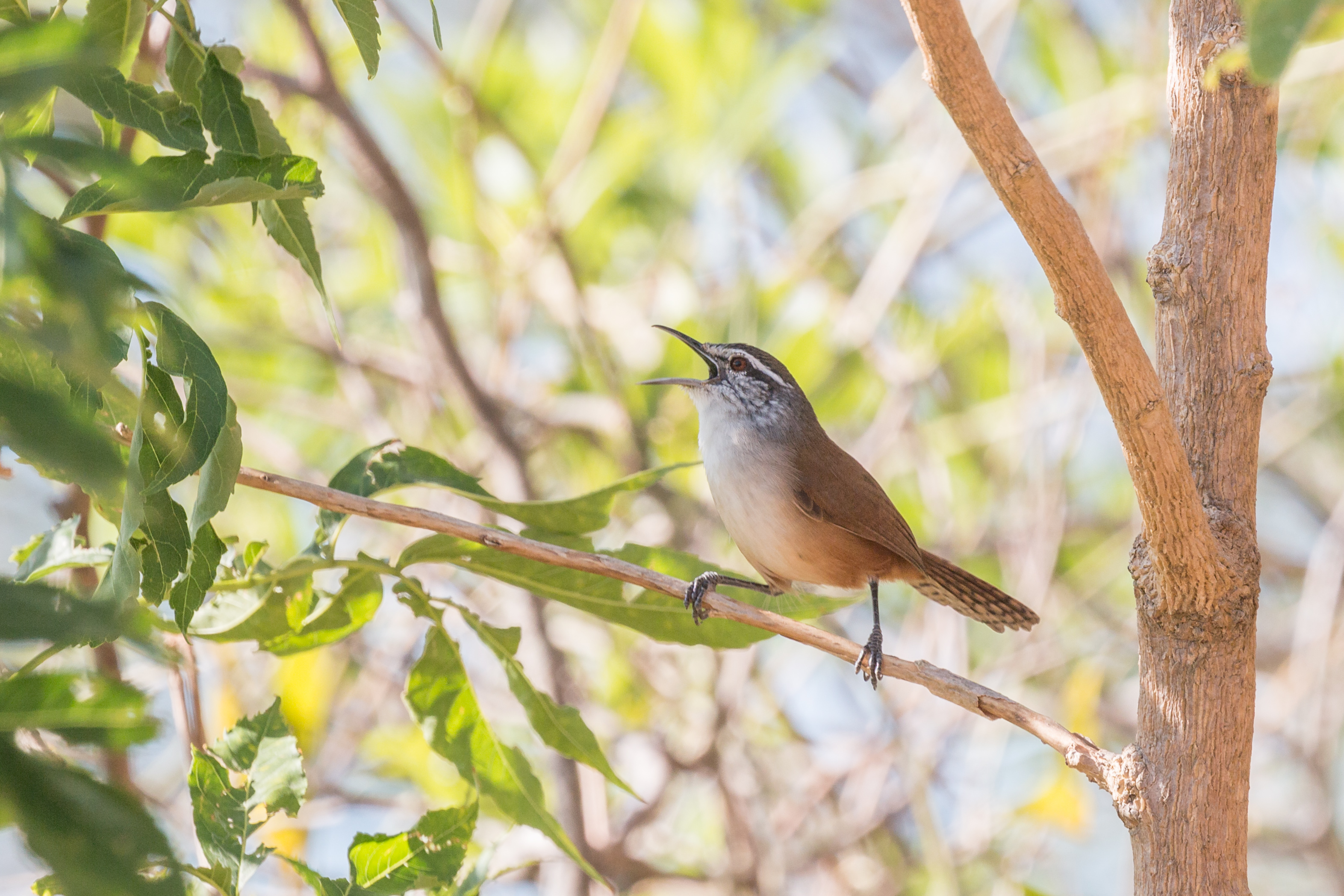

## Utbredning och systematik
Kanelgärdsmyg förekommer från södra Mexiko (Oaxaca) söderut på Stillahavssluttningen till nordvästra Costa Rica samt lokalt på karibiska sluttningen från södra Mexiko (Chiapas) till Honduras. Tidigare behandlades arundinariagärdsmyg (C. zeledoni) och panamagärdsmyg (C. elutus) som underarter till kanelgärdsmygen, och vissa gör det fortfarande. Alternativt urskiljs zeledongärdsmygen ur kanelgärdsmygen, men inte panamagärdsmygen.

### Släktestillhörighet
Tidigare placerades arten i Thryothorus, men DNA-studier visar att arterna i släktet inte är varandras närmaste släktingar, varför Thryothorus delats upp på flera mindre släkten, bland annat Cantorchilus.

## Levnadssätt
Kanelgärdsmygen hittas i skogsbryn, igenväxande buskmarker och buskiga fält med inslag av grässorterna Arundinaria och Arundo. Den håller sig ofta gömd och hörs oftare än ses. Den förekommer i låglänta områden och förberg.

## Status
IUCN kategoriserar arten som livskraftig men inkluderar panamagärdsmyg i bedömningen.